# Беляев, Александр Иванович (спортсмен)
Александр Иванович Беляев (19 июля 1969) — советский и российский футболист, нападающий, полузащитник, игрок в мини-футбол.
Футбольную карьеру начал в 1990 году в команде второй советской лиги «Балтика» Калининград. Следующие шесть лет провёл в пикалёвской команде «Глинозём» / «Металлург» в первенстве КФК (1991—1992, 1996) и третьей лиге (1994—1995). В 2000-х годах играл за любительские команды Петербурга и Ленинградской области «Светогорец» (2000), «Кукарача» (2001—2003), «Липтон» (2005), «Руан-Нева» (2006—2008).
В мини-футболе выступал за клубы «Галакс» СПб (1992—1994), ПСИ СПб (1995—1996), «Зенит» СПб (1996—1997), «Строитель» Новоуральск (1997—1998), АСАБ СПб (2000—2001), «Политех» СПб (2001—2002).